# Paul Costermans

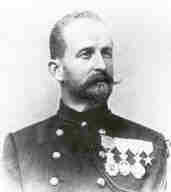
Paul Costermans

Paul Marie Adolphe Costermans (* 2. April 1860 in Brüssel; † 9. März 1905 in Banana)
war ein hoher belgischer Beamter und Vizegouverneur des Kongo-Freistaats und hatte maßgeblichen Anteil an der Entwicklung und Erschließung der Besitzung König Leopolds II. von Belgien. Ihm zu Ehren trug die Stadt Bukavu zwischen 1926 und 1954 den Namen Costermansville bzw. Costermansstad.

## Leben
Am 13. Dezember 1880 erlangte Costermans den Rang eines Sous-Lieutenant (Leutnant) an der Königlichen Militärakademie in Brüssel. Ab 1890 trat er seinen Dienst in der Force Publique, die die militärische und polizeiliche Gewalt für Leopold II. im Kongo-Freistaat ausübte, an. Dort erhielt er das Oberkommando über den Bezirk Stanley-Pool mit dem Hauptort Léopoldville, dessen kontinuierliche Entwicklung er fortan vorantrieb. Vor allem setzte er sich für die Fertigstellung der Matadi-Kinshasa-Bahn ein. Im Jahr 1897 erfolgte die Beförderung zum Commissaire général, zwei Jahre später sogar zum Regierungsinspektor. Ab dem Jahr 1902 erhielt er die Aufgabe eine Verteidigungslinie am Ruzizi an der Grenze zur Kolonie Deutsch-Ostafrika aufzubauen, um die belgische Interessen in diesem Gebiet zu wahren. So entstanden diverse Artillerieforts zwischen dem Kivusee und dem Tanganjikasee. Aus diesen ehemaligen Forts gingen zum Teil Städte in der heutigen Provinz Südkivu hervor (bspw. Uvira oder Bukavu). Im Jahr 1903 kehrte Costermans nach Belgien zurück, wo Leopold II. ihn am 20. November zum Vizegouverneur ernannte. 1904 kehrte er mit der Mission in die damalige Hauptstadt Boma zurück, ein ähnliches Verteidigungssystem an der Grenze zur Kolonie Französisch-Kongo zu etablieren und die belgischen Interessen in der Region zu vertreten. Nach den von Roger Casement aufgedeckten und veröffentlichten Verbrechen und Gräueltaten im Freistaat wuchs der öffentliche Druck auf Leopold II. und somit auch auf Costermans. Im Zuge der anschließenden Untersuchung der Vorfälle beging Costermans am 9. März 1905 während eines Ausflugs in die Hafenstadt Banana Suizid. Er wurde auf dem Friedhof der Stadt Vorst nahe Brüssel beigesetzt.

## Verschiedenes
Costermans war Träger diverser Ehrenzeichen, so z. B. des Löwenordens, Leopoldordens, Afrikanischen Sternordens, sowie des Ehrsternes und des belgischen Eisernen Kreuzes.
Costermans war zeitlebens für seine Unruhe und Nervosität bekannt. Seiner Angewohnheit, des Nachts auf seiner Veranda auf- und abzugehen, verdankt er auch den Spitznamen gondoko (Leopard), den er von der einheimischen Bevölkerung verliehen bekam.